# 特拉马卡斯蒂利亚
特拉马卡斯蒂利亚，是西班牙阿拉贡自治区特鲁埃尔省的一个市镇。总面积25平方公里，总人口135人（2001年），人口密度5人/平方公里。